# Begrâm
Begrâm (persan : بگرام), ou Bagrâm, est une localité d'Afghanistan située à 60 kilomètres au nord de Kaboul, voisine de la cité de Charikar. Construite au confluent des vallées du Ghorband et du Panjshir, elle devint un point de passage obligé pour l'Inde sur la route de la soie, vers Kaboul ainsi que vers Bamiyan connue pour ses Bouddhas géants.

## Données générales
- altitude = 1 492 m
- heure locale TUC + 4 h 30 (heure de Kaboul).

## Histoire

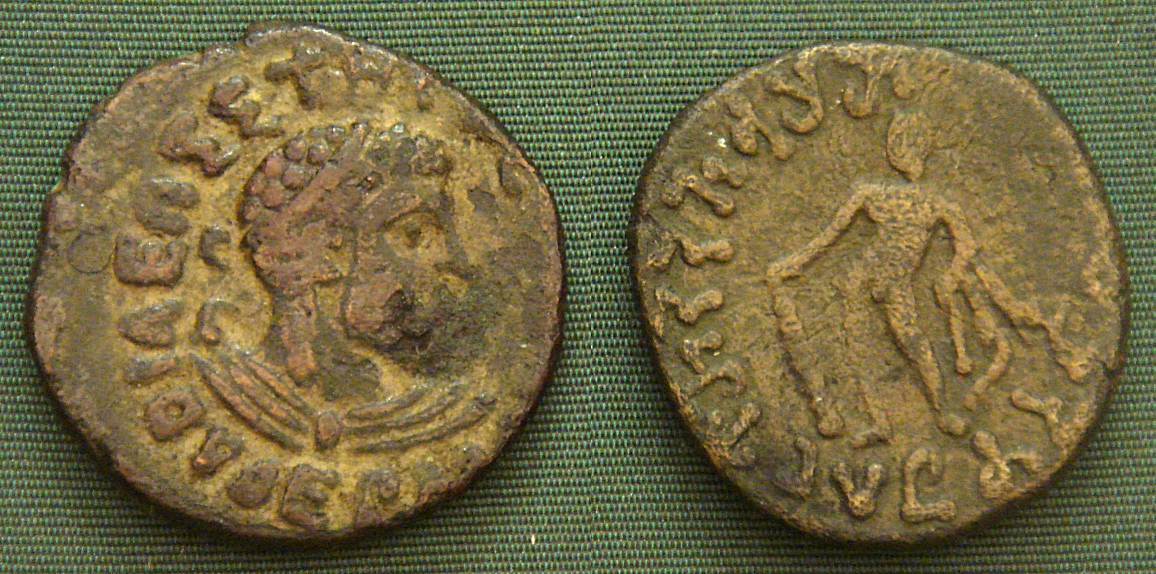
Tetradrachme en bronze de Kujula Kadphisès (30–80 CE).

La cité, détruite par Cyrus, fut restaurée par Darius.
Elle fut rebaptisée Alexandrie du Caucase après sa prise par Alexandre le Grand puis finalement Bagram ou Begram. Alexandre en la reconstruisant y établit des fortifications (remparts renforcés de tours sur ses angles).
La cité était de briques, avec des petites boutiques et ateliers de chaque côté de la rue principale.
Mentionnée par le Hou Hanshu chinois, elle est aussi appelée Kapisa ou Kapici à l'époque kouchane. Elle fut (probablement) refondée par Kujula Kadphisès (30–80) puis restaurée par Kanishka Ier (langue kouchane : Κανηϸκι, chinois ancien : 迦腻色伽), souverain de l'Empire Kouchan au IIe siècle de l'ère commune. Il en fit sa capitale d'été.

## Archéologie

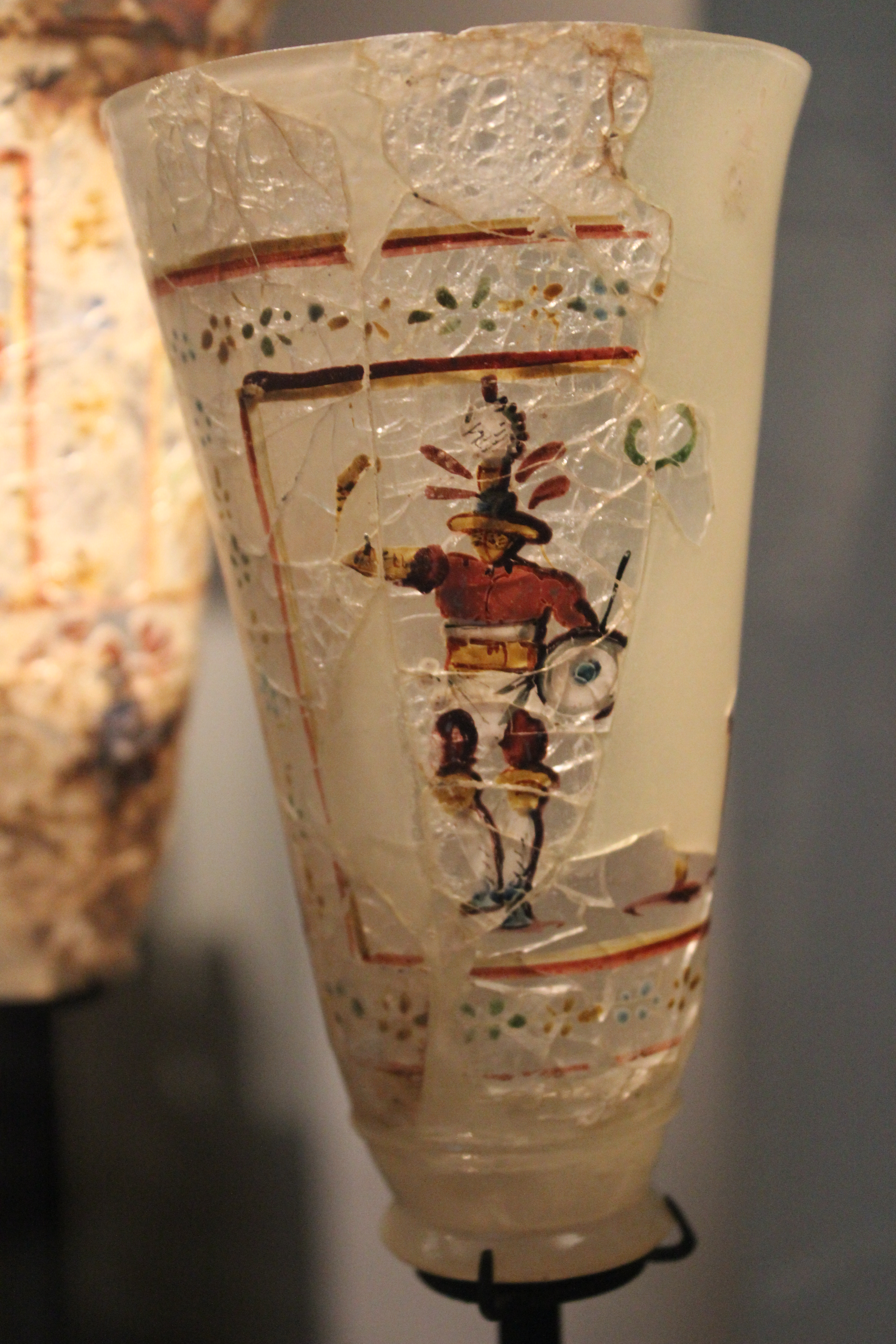
Gladiateur, verre incolore à décor peint, Ier siècle apr. J.-C., trésor de Begram, région de Kapiça, Afghanistan. Musée Guimet, Paris.

Elle était la capitale d'été des Kouchans et le couple d'archéologues français Joseph Hackin et Ria Hackin y a trouvé, en 1937-1939, le fameux Trésor de Begrâm, exposé depuis en partie, au Musée Guimet à Paris, constitué de pièces d'artisanat fabriquées tout au long de la Route de la soie, de l'Empire romain à la Chine.

## De nos jours
Comme la plupart des autres sites historiques afghans, Bagram s’est trouvé très dégradée durant les années qui ont suivi la guerre civile afghane de 1992.

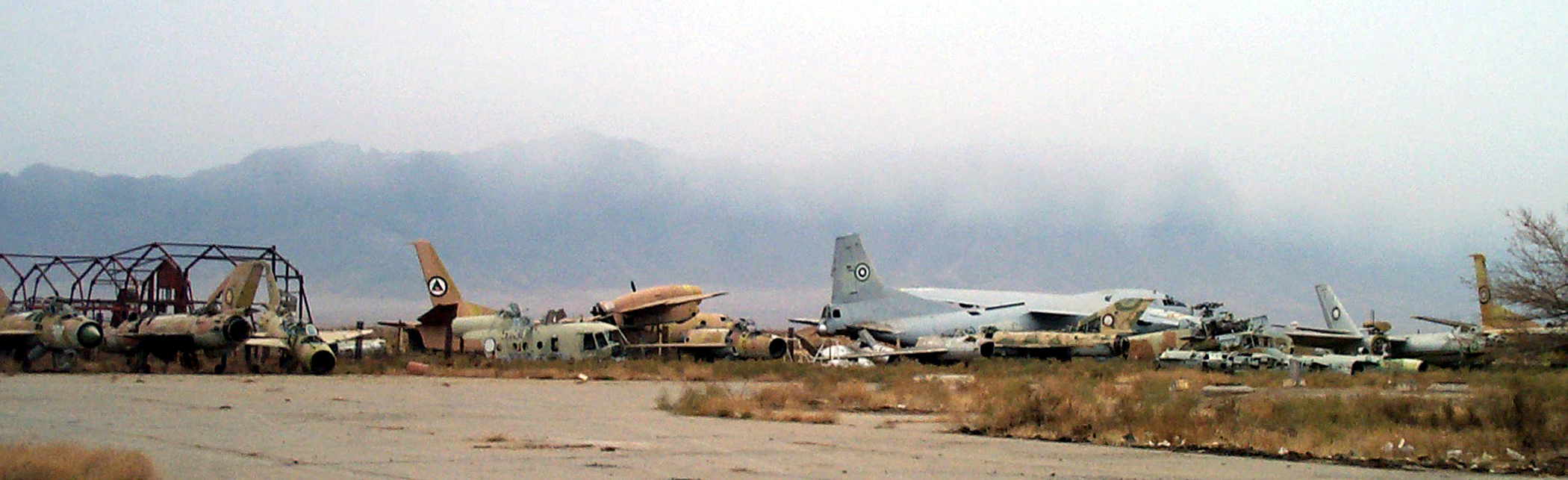
Vestiges de la base aérienne soviétique de Bagram.

De 2001 à 2021, l’ancienne base soviétique abrite la base aérienne stratégique de Bagram qui concentre la majorité de l’activité aérienne américaine en Afghanistan et une prison « de sinistre réputation » selon le New York Times du 20 mai 2005.
La base de Bagram était la plus grande zone de l'OTAN en Afghanistan, jusqu'au départ des troupes américaines dans la nuit du 1er au 2 juillet 2021.

## Autres Liens
- Base aérienne de Bagram
- Afghanistan
- Invasion de l'Afghanistan
- Force internationale d'assistance et de sécurité